# Ioiakim
Ioiakim (... – forse Gerusalemme, ...; fl. VII-VI secolo a.C.) è stato il 18º re di Giuda.
Il suo vero nome era Eliakim (in ebraico אֶלְיָקִים; in greco Ελιακείμ?), ma al momento di salire al trono adottò il nuovo nome Ioiakim (Ebraico יְהוֹיָקִים; in greco Ιωακείμ?). Egli era il secondo figlio del re Giosia da Zebida, figlia di Pedaia da Ruma (2 Re 23,36).
Ioiakim fu posto sul trono di Giuda nel 609 a.C. dal faraone Necao II, che aveva deposto il fratellastro minore Ioacaz. Ioacaz era il quarto figlio di Giosia, nato da Camutal, figlia di Geremia da Libna, nel 633-632 a.C. e il suo nome alla nascita era Sallum (1 Cronache 3,15), salito al trono da appena tre mesi, e lo aveva portato in Egitto, dove morì. Ioiakim, quindi, governò come vassallo degli egiziani, cui pagava un pesante tributo. Per pagarlo dovette instaurare un sistema di tassazione fondiaria (2 Re 23,35).
Quando però gli egiziani furono sconfitti dai babilonesi di Nabucodonosor II nel 605 a.C., Ioiakim cambiò alleanza e iniziò a pagare il tributo ai babilonesi. Dopo tre anni cambiò nuovamente alleanza, ma nel 599 a.C. Nabucodonosor invase la Giudea e pose l'assedio a Gerusalemme. Ioiakim morì durante l'assedio e il suo corpo fu gettato fuori delle mura (Geremia 22,18-19.36,30). Gli succedette suo figlio Ioiachin, ma tre mesi dopo, nel marzo del 598 a.C., la città cadde e fu saccheggiata, anche se i babilonesi rispettarono il tempio. Secondo un'altra versione Nabucodonosor entrò in città, catturò Ioiakim (2 Cronache 36,5-7) e lo fece uccidere, lasciandolo insepolto fuori delle mura. Nel primo versetto del libro di Daniele si afferma che la caduta di Gerusalemme ebbe luogo nel terzo anno di regno di Ioiakim; questa notizia, probabilmente dovuta a un errore scribale, potrebbe essere armonizzata supponendo che tre anni prima fosse morto il fratellastro Ioacaz, il re titolare detenuto prigioniero in Egitto, e solo da questa data Daniele contasse il regno di Ioiakim.
Nabucodonosor pose sul trono Sedecia, un altro fratello di Ioiakim, e portò in prigionia a Babilonia Ioiachin e i principali esponenti del ceto dirigente, nonché i più validi artigiani della Giudea.